# Anthrenus pacificus
Anthrenus pacificus là một loài bọ cánh cứng trong họ Dermestidae. Loài này được Fairmaire miêu tả khoa học năm 1850.